# تری‌فلوئورومتان‌سولفونات روی
تری‌فلوئورومتان‌سولفونات روی (به انگلیسی: Zinc trifluoromethanesulfonate) یک ترکیب شیمیایی با شناسه پاب‌کم ۱۰۴۶۷۱ است. شکل ظاهری این ترکیب، پودر سفید است.